# Rue Lyautey (Paris)
Pour les articles homonymes, voir Rue Lyautey.
La rue Lyautey est une voie du 16e arrondissement de Paris, en France.

## Situation et accès
La rue Lyautey est une voie publique située dans le 16e arrondissement de Paris. Elle débute au 30, rue Raynouard et se termine au 1, rue de l'Abbé-Gillet.

## Origine du nom
Elle porte le nom du maréchal de France Hubert Lyautey (1854-1934) qui fut résident général du Maroc.

## Historique
Cette voie, ouverte par un arrêté du 1er septembre 1932, se terminait précédemment en impasse.
En 1938, elle prend sa dénomination actuelle et la partie formant retour d'équerre vers la rue Jean-Bologne est renommée « rue de l'Abbé-Gillet ».
À noter qu'il existe également, dans le 16e arrondissement, une autre voie qui porte le nom du même personnage historique : l'avenue du Maréchal-Lyautey, située près la porte d'Auteuil.

## Bâtiments remarquables et lieux de mémoire
- No 6 : Le dramaturge et scénariste Paul Gavault (1866-1951) a vécu et est mort à cette adresse.
- No 10 : ancienne clinique Lyautey. Le peintre Chaïm Soutine y est décédé le 9 août 1943. L'écrivain Luc Dietrich y est décédé le 12 août 1944. Actuellement écoles supérieures privées Institut européen du journalisme (IEJ), Sup de Web et Sup de Prod.